# Les Salles-du-Gardon
Les Salles-du-Gardon település Franciaországban, Gard megyében. Lakosainak száma 2403 fő (2022. január 1.). Les Salles-du-Gardon Branoux-les-Taillades, Cendras, La Grand-Combe, Lamelouze, Laval-Pradel, Saint-Martin-de-Valgalgues és Soustelle községekkel határos.

## Népesség
A település népességének változása:
| Lakosok száma | 4548 | 3534 | 3063 | 2585 | 2618 | 2618 | 2600 | 2600 | 2507 | 2403 |
|               | 1968 | 1982 | 1990 | 2006 | 2013 | 2015 | 2017 | 2019 | 2020 | 2022 |